# Старостав
Старостав — село в Україні, у Луцькому районі Волинської області. Входить до складу Горохівської міської громади. Населення становить 189 осіб.

## Географія
Село розташоване на правому березі річки Безіменки, лівої притоки Липи.

## Історія
У 1906 році село Скобелецької волості Володимир-Волинського повіту Волинської губернії. Відстань від повітового міста 57 верст, від волості 3. Дворів 37, мешканців 245.
12 червня 2020 року, відповідно до розпорядження Кабінету Міністрів України № 708-р «Про визначення адміністративних центрів та затвердження територій територіальних громад Волинської області», село увійшло в склад Горохівської міської громади.
19 липня 2020 року, в результаті адміністративно-територіальної реформи та ліквідації Горохівського району, село увійшло до складу новоутвореного Луцького району.

## Населення
За переписом населення України 2001 року в селі мешкало 189 осіб.

### Мова
Розподіл населення за рідною мовою за даними перепису 2001 року:
| Мова       | Відсоток |
| ---------- | -------- |
| українська | 98,41 %  |
| російська  | 1,06 %   |
| інші       | 0,53 %   |